# Édouard Nanny

Édouard Nanny, 1892

Édouard Nanny (* 24. März 1872 in Saint-Germain-en-Laye; † 12. Oktober 1942 in Paris) war ein französischer Kontrabassist, Komponist, Instrumentalpädagoge sowie ein Pionier der so genannten historischen Aufführungspraxis.

## Frühe Jahre
Über Nannys Jugendjahre ist wenig bekannt, er scheint jedoch ersten Musikunterricht auf dem Kornett bei Carlos Allard, dem Dirigenten eines Laien-Blasorchesters in seiner Heimatstadt, erhalten zu haben. Der 13-jährige Nanny trat mit diesem Orchester, der Harmonie du Commerce de St. Germain, am 13. Juli 1885 das erste Mal als Kornett-Solist öffentlich auf.
Sichere biographische Daten gibt es erst wieder aus dem Jahr 1891. Dem 18-jährigen Musikstudenten wurde im Februar dieses Jahres die französische Staatsbürgerschaft verliehen, über die er vorher nicht verfügt hatte: Der Vater Jacques Nanny war Schweizer und stammte ursprünglich aus der Region Appenzell.

Der junge Nanny um 1885

Wann der junge Édouard ins nahe gelegene Paris übersiedelte, wie es zum Umstieg auf den Kontrabass kam und unter welchen Umständen er sein Musikstudium aufnahm, ist nicht überliefert. Die Wahl dieses Streichinstruments war angesichts von Nannys kleiner und eher schmächtiger Statur – er war nur 1,66 Meter groß – eine ungewöhnliche Entscheidung zu einer Zeit, in der dem Kontrabass-Spieler noch stärker als heutzutage geradezu athletische Leistungen abverlangt wurden. Jedoch muss er auf dem Instrument rasche Fortschritte gemacht haben, denn bereits im Alter von zwanzig Jahren wird er als Preisträger der Klasse von Prof. Verrimst am Conservatoire erwähnt.
Nach Ableistung seines Militärdienstes 1894/95 begann Nanny eine Karriere als Orchestermusiker im Ensemble des bedeutenden Dirigenten Charles Lamoureux. Für Nannys spätere Karriere erwies sich als entscheidend, dass Lamoureux’ Repertoire in einem für das Frankreich der Belle Époque ungewöhnlichen Ausmaß auf deutsche Musik des Barock (Bach, Händel) sowie der Spätromantik (Wagner) zurückgriff. Eine erste Nominierung Nannys für die Kontrabass-Professur am Conservatoire wurde im Jahr 1902 vom zuständigen Ministère de l’Instruction Publique et des Beaux-Arts abgelehnt.

## DieSociété de Concerts des Instruments Anciens

Édouard Nanny und Henri Casadesus auf einem „Promotionsfoto“ der Société de Concerts des Instruments Anciens

Mittlerweile hatte Nanny auch ein festes Engagement im Orchester der Opéra-Comique erhalten, das ihm wiederum den Kontakt zu Mitgliedern der Musikerfamilie Casadesus eröffnete. Insbesondere Henri Casadesus hatte bereits vor 1900 begonnen, sich mit barocker Musik, ihren Instrumenten und der historischen Aufführungspraxis zu beschäftigen. Als ursprüngliche Anregung hierzu dürften einige beliebte Opern des 19. Jahrhunderts gedient haben, wie beispielsweise Giacomo Meyerbeers Hugenotten, deren Partitur die Besetzung einer Viola d’amore vorsieht, eines zu diesem Zeitpunkt bereits völlig außer Gebrauch gekommenen barocken Streichinstruments.
Nanny und Casadesus erprobten in vergleichsweise kurzer Zeit ein umfangreiches Repertoire von Werken des französischen, italienischen und deutschen Hochbarock, darunter Stücke von damals größtenteils in Vergessenheit geratenen Komponisten wie Jean-Baptiste Lully, Marin Marais oder Benedetto Marcello. Neben kammermusikalischen Darbietungen im Duo oder anderen kleinen Besetzungen stellten die beiden Musiker auch eines der ersten modernen Barockorchester in Frankreich vor. Ein besonders erfolgreiches Gastspiel in den Concerts Colonne im Jahr 1900 führte letztlich im darauffolgenden Jahr zur Gründung der Société de Concerts des Instruments Anciens (Konzertgesellschaft für Alte Instrumente) unter der Schirmherrschaft des Komponisten Camille Saint-Saëns.

## Der Virtuose
Aus dem barocken Repertoire entlehnte Nanny zum großen Teil auch die Werke, auf denen er in den folgenden zwei Jahrzehnten seinen Ruf als führender Kontrabass-Solist in Frankreich aufbaute; denn zeitgenössische Werke für solistischen Kontrabass waren um 1900 selten. Der letzte international berühmte Kontrabass-Virtuose war der Italiener Giovanni Bottesini (1821–1889) gewesen; auf dessen recht umfangreiches Œuvre an Kompositionen für das Instrument griff Nanny aber – aus nicht genau namhaft zu machenden Gründen – kaum zurück.
Dagegen bearbeitete er zahlreiche Werke des Barock und der Wiener Klassik, zumeist solche für Violine oder Violoncello, für das eigene Instrument. Auf Nannys Pionierarbeit gehen dabei etliche Arrangements zurück, die heute zum allgemein verbreiteten Repertoire für Kontrabass zählen, darunter die Sonaten von Benedetto Marcello (ursprünglich für Violoncello), die Gavotte von Joseph-Antoine Lorenziti (ursprünglich für Violine) sowie das Fagottkonzert KV 191(186e) von Wolfgang Amadeus Mozart. Nanny war auch der erste Kontrabassist, der einige Sätze aus Bachs Cellosuiten (insbesondere aus BWV 1007) vortrug. Er spielte diese allerdings zunächst noch in der kontrabasstypischen Transposition im 16'-Register, also eine Oktave tiefer als notiert. Erst im Laufe der 1920er Jahre erleichterte die Einführung der damals eben neuentwickelten Stahlsaiten die Aufführung in der dem Cello entsprechenden Oktave, wie sie heute als Standard gilt.

## Lehrtätigkeit am Conservatoire
In den ersten Jahren des 20. Jahrhunderts avancierte Nanny zu einem der angesehensten Exponenten seines Instruments in Frankreich. An der Opéra-Comique war er mittlerweile zum 1. Kontrabassisten ernannt worden. Trotz alledem sollten über anderthalb Jahrzehnte vergehen, bis eine weitere Bewerbung um die Kontrabass-Professur am Conservatoire endlich von Erfolg gekrönt war. Zum 1. Oktober 1919 übernahm Nanny diesen prestigeträchtigen Posten, den er für zwanzig Jahre, bis zum März 1939, innehaben sollte.

### DasEnseignement Complet
Nach einigen Jahren Erfahrung als Dozent begann Nanny, seine Unterrichtsmethoden und seine instrumentaltechnischen Erkenntnisse in eine strukturierte Form zu bringen. Das Resultat dieser Arbeit war die zweibändige Schule Enseignement Complet de la Contrebasse („Vollständige Ausbildung am Kontrabass“), die 1931 erstmals im Druck erschien.
Nannys persönliche Anschauungen über die Anforderungen, denen zu seiner Zeit ein umfassend ausgebildeter Bassist gerecht zu werden hatte, prägen das Lehrbuch tief. Ein Novum war beispielsweise, dass hier erstmals eine Lehrmethode ausdrücklich auch für den fünfsaitigen Kontrabass angeboten wurde.
Die Méthode complète (wie das Buch meist bezeichnet wird) schreitet in der Vermittlung musikalischer Inhalte erheblich schneller voran als das bedeutend umfangreichere Lehrwerk des Österreichers Franz Simandl. Zumindest in der französischsprachigen Welt lief Nannys Werk den bis dahin als maßgeblich geltenden Simandl-Bänden binnen kurzer Zeit den Rang ab. Dies zeigt unter anderem das Beispiel von François Rabbath, der aus Aleppo in Syrien stammt und in Beirut seine ersten Schritte als Berufsmusiker machte. Die libanesische Hauptstadt stand in Rabbaths Jugendjahren – bedingt durch das französische Völkerbundsmandat – in denkbar intensivem kulturellen Austausch mit Paris. Das einzige Lehrbuch für den Kontrabass, dessen der junge Musiker unter kuriosen Umständen habhaft werden konnte, war das von Nanny. Rabbath berichtet von seiner Enttäuschung, als er nach seiner Ankunft in Paris Mitte der 1950er Jahre bei der Bewerbung um die Aufnahme als Student am Conservatoire erfahren musste, dass sein musikalisches Vorbild bereits Jahre vorher verstorben war.

### Die fünfte Saite

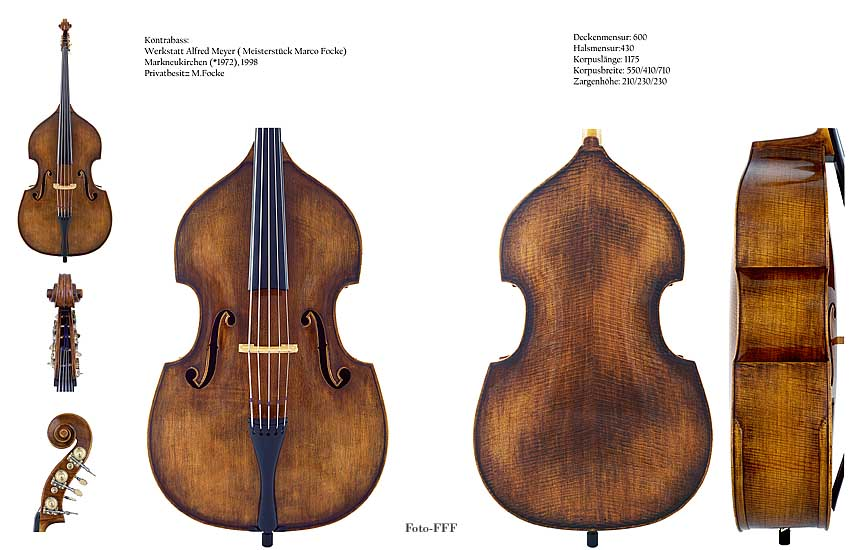
Ein fünfsaitiger Kontrabass, wie er heutzutage in den meisten Orchestern Kontinentaleuropas gespielt wird. In Großbritannien und vor allem den USA bevorzugt man Viersaiter mit mechanischer Verlängerung der tiefsten Saite.

Nanny war zwar durch sein Engagement für die Barockmusik zu Bekanntheit gelangt, er engagierte sich jedoch in gleicher Weise für instrumentalspezifische Neuerungen, die er im Rahmen der Weiterentwicklung des Kontrabass-Spiels für notwendig erachtete. Insbesondere betraf dies die Möglichkeiten für eine Erweiterung des Tonumfangs.
Die scheinbar abseitige Frage der Besaitung und Stimmung des Kontrabasses löste im damaligen französischen Musikleben eine heftige Kontroverse aus, weil in ihr nicht nur mit technischen und klanglichen, sondern auch mit politischen Argumenten diskutiert wurde.
In den romanischen Ländern (Italien, Frankreich und Spanien) wurde noch bis weit ins 19. Jahrhundert am dreisaitigen Kontrabass festgehalten. Diese Instrumente bieten einen leichten, durchsichtigen Klang, der sich zu einer virtuosen Spielweise in der Art der romanischen Tradition eignet, aber den symphonischen Anforderungen der (in diesem Bereich seinerzeit führenden) deutschen Komponisten an den Tonumfang nicht gerecht werden konnte.
Unter dem Einfluss bedeutender Komponisten wie Hector Berlioz, deren Musik von weiten Kreisen des französischen Publikums oft als allzu „deutsch“ empfunden wurde und die daher heftig umstritten waren, setzte sich im letzten Drittel des 19. Jahrhunderts allmählich der viersaitige Kontrabass als Standard in den Orchestern durch. Selbst ein Musiker wie Nanny, der eigentlich einer späteren Generation angehört, hielt aber für seine Virtuosenkonzerte und für sein Spiel in barocken Ensembles am „traditionellen“ Dreisaiter fest.
Andererseits war Nanny sich als 1. Bassist in Frankreichs führendem Opernorchester auch der Mängel bewusst, die selbst dem viersaitigen Bass durch neuere Tendenzen in Komposition und Orchestrierung bereits wieder anhafteten. Erneut machten sich musikalische Einflüsse deutscher Komponisten (Richard Wagner, Richard Strauss) bemerkbar, die einen weiteren Ausbau des tiefen Streicher-Registers forderten.

Plakat für die Uraufführung von Gustave Charpentiers Louise im Februar 1900 an der Opéra-Comique

Da auch die Ansätze zur Lösung dieses Problems aus Deutschland kamen, nämlich die Einführung des fünfsaitigen Kontrabasses (Instrumentenbauer Carl Otho, Leipzig 1880, und Kontrabassist Romano Ebert auf Initiative von Hans von Bülow) beziehungsweise die Erfindung mechanischer Vorrichtungen zur Erweiterung des Tonumfangs, geriet eine solche Frage – auch und gerade angesichts des zu Nannys Lebzeiten fast immer gespannten Verhältnisses zwischen Frankreich und Deutschland – in der Musikwelt unversehens zum kulturellen Politikum.
Dabei gab es auch zeitgenössische französische Komponisten, deren Musik eine Erweiterung des tonalen Spektrums der Kontrabässe verlangte: An der Opéra-Comique hatte Nanny selbst an den Uraufführungen von Gustave Charpentiers umstrittenem Sensationserfolg Louise (1900) und Claude Debussys skandalumwitterter Pelléas et Mélisande (1902) mitgewirkt. Auf viele seiner eher bürgerlich-konservativen Kollegen am Conservatoire wirkte der Verweis auf solche Modernisten, die beide unter wenig erbaulichen Umständen vom Studium an ebendieser Hochschule relegiert worden waren, nicht sehr überzeugend.
Nanny setzte mit Hilfe seiner einflussreichen Position am Conservatoire die Einführung des Fünfsaiters gegen die anderen zu Gebote stehenden Optionen (Stimmung des Basses in Quinten, C-Mechaniken) in den französischen Orchestern schließlich durch. Ein umfangreicher Briefwechsel mit Kollegen, Geigenbauern, vor allem aber dem Direktor des Conservatoire, Henri Rabaud, zeugt aber von den enormen und teils sehr ideologisch geprägten Widerständen, gegen die der Bassist anzukämpfen hatte.

## Nanny und Ravel
Derjenige zeitgenössische Musiker, in dessen Werk die von Nanny propagierten Fortschritte in der Spieltechnik des Kontrabasses unmittelbaren Widerhall fanden, war der annähernd gleichaltrige Komponist Maurice Ravel. Dieser war bereits zu Lebzeiten für seine außergewöhnlichen Fähigkeiten auf dem Gebiet der Orchestrierung berühmt; zwei seiner bis in die Gegenwart beliebtesten Werke, nämlich der Boléro und seine Orchesterfassung von Mussorgskis Bilder einer Ausstellung beruhen wesentlich auf diesem speziellen Talent des Komponisten.
Anders als die meisten anderen namhaften Komponisten schenkte Ravel dabei dem tiefsten Streichinstrument besondere Aufmerksamkeit. Alfred Planyavsky geht so weit, ihm selbst aus der Perspektive der gesamten europäischen Musikgeschichte „eine Sonderstellung in der Behandlung des Kontrabasses“ einzuräumen. Er bringt diese intime Kenntnis der spieltechnischen Besonderheiten eines Instruments, das Ravel nicht selbst spielte, in direkten Zusammenhang mit Édouard Nanny und verweist auf eine Aussage des Bassisten Jacques Cazauran:

„Es ist tatsächlich so, dass Nanny Ravel über das Flageolettspiel genau informierte. Darüber hinaus weiß ich aus den Erzählungen älterer Kollegen, daß Ravel in den Jahren 1926–30 gar manches Mal bei den Kontrabaß-Pulten im Orchester der Concerts Lamoureux zu finden war, um die Spieler über Ausführungsmöglichkeiten auf unserem Instrument zu befragen.“

## Kompositionen und pädagogische Werke
Édouard Nanny trat, wie bereits erwähnt, vor allem als Bearbeiter älterer Werke hervor, die er in einer dem Kontrabass gemäßen Weise arrangierte. Die von ihm besorgten Transkriptionen erschienen bei seinem Pariser Verleger Alphonse Leduc in einer Serie unter dem Titel Les Classiques de la Contrebasse. Nannys eigenes kompositorisches Schaffen war relativ klein und konzentrierte sich vor allem auf Stücke didaktischen Charakters. Ein Kuriosum stellt dabei der Umstand dar, dass Nannys bekannteste und am häufigsten gespielte Komposition von ihm unter dem Namen des italienischen Virtuosen Domenico Dragonetti, eines Zeitgenossen Ludwig van Beethovens, veröffentlicht wurde.

### Im Umfeld desEnseignement Complet
Als ergänzendes Material zu den in seiner Kontrabass-Schule dargestellten Inhalten veröffentlichte Nanny einige Bände mit Etüden. Hierzu zählen die selbstverfassten Vingt études de virtuosité sowie die Vingt-quatre pièces en forme d’études sur des traits de symphonies. Letztere stellen einen formal etwas freieren Umgang mit dem in der klassischen Didaktik verbreiteten Genre der Orchesterstudien dar. Nannys Routine im Umgang mit geeigneter Geigenliteratur zeigt sich in seinen Bearbeitungen von Violin-Etüden nach Federigo Fiorillo und Rodolphe Kreutzer. Um seine Studenten auf die Arbeit mit diesen technisch anspruchsvollen Übungsstücken vorzubereiten, verfasste er die Quatre études préparatoires.

### Konzerte und Vortragsstücke
Von der Konzeption her noch komplexer sind die zehn Études caprices, die Nanny bereits als Vortragsstücke für seine fortgeschrittenen Schüler entworfen hatte. Ganz in der Tradition der spätromantischen Instrumentalmusik stehen seine Berceuse und das Konzert in e-Moll.

### Das „Dragonetti-Konzert“
Nachdem Édouard Nanny bereits seit vielen Jahren für seinen kenntnisreichen Umgang mit älterer Musik des Barock und der Wiener Klassik bekannt war, reagierte das Publikum angenehm überrascht, als er 1925 ein angeblich von ihm wiederentdecktes Konzert aus der Feder Domenico Dragonettis veröffentlichte. Ein Publikationsvermerk, der auf eine Überarbeitung durch Nanny hinwies, war auf allen Ausgaben der Reihe Classiques de la Contrebasse abgedruckt, und man deutete dies entsprechend der gängigen Praxis im Verlagswesen so, dass der Herausgeber in einige Details der Ausführung sowie der Begleitung eingegriffen habe.
Da mit dem „Dragonetti-Konzert“ nunmehr ein ausgedehntes, technisch anspruchsvolles und publikumswirksames Werk des ersten großen Kontrabass-Virtuosen vorzuliegen schien, das Bassisten in aller Welt gerne darboten, wurde die Urheberschaft des Italieners über Jahrzehnte niemals ernsthaft in Frage gestellt. Das überrascht insoweit, als das Britische Museum über einen umfangreichen Nachlass Dragonettis verfügt, in dem sich kein Hinweis auf dieses Konzert findet; auch Nanny selbst gab keine nachprüfbaren Auskünfte über seine Quellen.
Erst im Zusammenhang mit seiner Neuausgabe des Konzertes gelang es dem Bassisten David Walter, fast 80 Jahre nach der Erstveröffentlichung nachzuweisen, dass das angeblich aus der Epoche der Wiener Klassik stammende Konzert in vollem Umfang eine Komposition Édouard Nannys ist. Offenbar schien der Franzose hier einer Mode aus den frühen Jahren der historischen Aufführungspraxis Genüge getan zu haben, die vorgebliche musikalische Wiederentdeckungen höher schätzte als zeitgenössische Nachschöpfungen, wie stilecht diese auch immer gewesen sein mögen.
Dabei wäre es laut Walters Ausführungen verfehlt, von einer böswilligen Täuschungsabsicht Nannys auszugehen. Der Bassist komponierte eher ein auf mehreren musikalischen Ebenen inszeniertes Bravourstück, in dem er nicht nur mit seiner Instrumentaltechnik, sondern auch mit seiner intimen Kenntnis der Klangsprache der Wiener Klassik im Allgemeinen und Dragonettis Stil im Besonderen brillieren wollte und konnte. Unter dem Gesichtspunkt des Urheberrechts schadete sich Nanny sogar, indem er das eigene Werk als bloße Bearbeitung eines bereits etwa 100 Jahre alten und damit nicht mehr schutzfähigen Originals ausgab. Weitere „bearbeitete Ausgaben“ erschienen, vor allem nach dem Zweiten Weltkrieg, in den USA, Deutschland, Österreich und der Sowjetunion, ohne dass Nanny oder sein Verlag hiergegen hätten einschreiten können.

Die ersten Takte des „Dragonetti“-Konzerts in G-Dur. Aufgrund der auch von Nanny für solistische Kontrabass-Literatur gern verwendeten Skordatur um einen Ganzton nach oben erklingt das Werk häufig in A-Dur.

## Ehrungen
Nach einigen Jahren im Staatsdienst wurde Nanny am 10. Februar 1923 der Titel eines Officier de l’Instruction Publique verliehen, was für einen verdienten Pädagogen an einer international renommierten Lehranstalt wie dem Pariser Conservatoire keineswegs ungewöhnlich war. Vom zeitlebens gespannten Verhältnis des streitbaren Musikers zu seinen ministeriellen Vorgesetzten zeugt dagegen die Tatsache, dass ihm erst in seinen letzten Lebensjahren, nämlich am 28. Januar 1939, das Kreuz der Ehrenlegion in der niedrigsten Rangstufe des Chevaliers verliehen wurde.
Der Komponist Eugène Bozza veröffentlichte 1946 zum Gedenken an seinen verstorbenen Mentor und Freund das Konzertstück Sur le nom d’Édouard Nanny für Kontrabass und Klavier.